# Робін Данбар
Робін Ян Макдональд Данбар (англ. Robin Dunbar; * 28 червня 1947, Ліверпуль, Велика Британія) — британський антрополог і еволюційний психолог, фахівець в області поведінки приматів. Керівник громадської та еволюційної неврології Research Group в Департаменті експериментальної психології Оксфордського університету.
Запровадив Число Данбара — оцінку кількості постійних соціальних зв'язків, які може підтримувати людина.